# Laphria sadales
Laphria sadales là một loài ruồi trong họ Asilidae. Laphria sadales được Walker miêu tả năm 1849.